# Мужолозтво
Мужоло́зтво (також мужоло́жство) — один з термінів на позначення гомосексуальних статевих контактів між чоловіками. 
В ужиток введений давньоруським церковним правом, яке під цим поняттям розуміло виключно гомосексуальний анальний коїтус. У сучасній російській мові термін «мужеложство» має книжкове стилістичне забарвлення і нерідко має на увазі юридичний або релігійний контекст і часто має негативну конотацію.
Чоловіків, які практикують мужоложство, називають мужоло́жниками або мужоло́жцями. Це позначення також можна знайти в багатьох релігійних контекстах, зокрема в офіційно прийнятому Російською православною церквою Синодальному перекладі.

## Різні тлумачення слова
Термінологічне тлумачення мужолозтва дуже різноманітне. Різні джерела різняться у його визначенні та розумінні.

### Загальні енциклопедичні визначення
Словники та енциклопедії загальної тематики, а також мовні довідники ототожнюють мужоложство з чоловічою гомосексуальністю взагалі або з педерастією зокрема, або вказують лише на наявність статевих контактів між чоловіками незалежно від їхньої сексуальної орієнтації. Часто в таких словниках відзначається збочений характер, перверсивність мужоложства.

### Медичні визначення
Медичні та психологічні словники та енциклопедії часто ототожнюють мужоложство з гомосексуалізмом (гомосексуальністю), підкреслюючи в деяких випадках неодмінна наявність анального коїтусу .
| Джерело                                              | Визначення |
| ---------------------------------------------------- | --- |
| Велика медична енциклопедія                          | ... гомосексуалізм чоловічий — уранізм, мужоложство. |
| Словник практичного психолога за ред. С. Ю. Головіна | Чоловічий гомосексуалізм також називається мужоложством. |
| Великий психологічний словник (2004)                 | Термін «педерастія» (мужоложство) у широкому розумінні синонімічний чоловічому гомосексуалізму, а у вузькому і більш уживаному позначає анальний коїтус між дорослим чоловіком і хлопчиком. |
| Сексологічна енциклопедія                            | Мужоложство (синонім — педерастія), різновид чоловічого гомосексуалізму, при якій статевий акт відбувається через пряму кишку. Ті ж дії з хлопчиками визначаються терміном «педерастія» (у перекладі з грецької «любов до хлопчиків»). При цьому завжди поділяються ролі — активна і пасивна з можливою їх заміною у партнерів. |

### Юридичні тлумачення
Кримінальний кодекс РРФСР трактував мужоложство як статеві зносини між чоловіками. Кримінальний кодекс РФ використовує поняття «мужеложество» у статтях 132-134, що розглядають злочини, пов'язані з насильницькими діями сексуального характеру, примушенню до дій сексуального характеру і діями сексуального характеру з особою, яка не досягла шістнадцятирічного віку, термінологічно розмежовує зносини, мужоложство і лесбіянство.
Проте КК РФ сам собою не подає тлумачення мужоложству. Роз'яснення Верховного Суду РФ містилися в Постанові Пленуму Верховного Суду РФ від 15 червня 2004 N 11, де під мужоложством розумілися сексуальні контакти між чоловіками. Новіша Постанова Пленуму від 04.12.2014 № 16 визначення цього терміна не містить. Доктор юридичних наук Л. Л. Кругликов у коментарях до Кримінального кодексу РФ уточнює, що під мужоложством в КК розуміється «насильницьке задоволення статевої пристрасті шляхом зносини чоловіка з чоловіком per anus». Аналогічні пояснення даються та інших коментарях до КК РФ. Інші форми сексуальних взаємодій чоловіків, на думку того ж автора, потрапляють під категорію «інші дії сексуального характеру».
Кримінально-виконавчий кодекс РФ відносить мужоложство між ув'язненими до злісних порушень встановленого порядку відбування покарання.
У Кримінальному кодексі Узбекистану під мужоложством («бесакалбазлик») розуміється задоволення статевої потреби чоловіка з чоловіком без насильства.
Термін «мужеложство» використовується також у законах щодо заборони «пропаганди гомосексуалізму» у кількох регіонах Росії. Зокрема, закон Санкт-Петербурга № 238 «Про внесення змін до Закону Санкт-Петербурга „Про адміністративні правопорушення у Санкт-Петербурзі“» передбачає для фізичних та юридичних осіб адміністративні штрафи за «публічні дії, спрямовані на пропаганду мужоложства, лесбіянства, бісексуалізму, трансгендерності серед неповнолітніх».

### Релігійне трактування
Словом «мужеложники» також перекладає грецьку ἀρσενοκοῖται Синодальний переклад Нового Завіту . Інші переклади Біблії, як правило, використовують інші терміни.
Незважаючи на те, що особливо в церковному середовищі та серед людей з сильними гомофобними поглядами, мужоложство часто ототожнюється із содомією та «содомським гріхом», таке ототожнення є не зовсім коректним. Великий тлумачний медичний словник визначає содомію як «анальні статеві зносини», які «можуть бути гомосексуальними, гетеросексуальними або відбуватися між людиною та твариною». Інші словники визначають содомію як синонім до зоофілії.